# Mala Punica
Mala Punica est une formation musicale créée en 1987 et dirigée par le flûtiste Pedro Memelsdorff.
L'ensemble Mala Punica se consacre tout particulièrement à l'interprétation de l’ars subtilior italienne.

## Discographie
- Ars Subtilis Ytalica, Arcana, 1994. (Fiche sur medieval.org)
- D'Amor ragionando, Ballades du neo-Stilnovo en Italie, 1380-1415, Arcana, 1995. (Fiche sur medieval.org)
- En attendant. L'art de la citation dans l'Italie des Visconti, 1380-1410, Arcana, 1996. (Fiche sur medieval.org)
- Missa cantilena, Contrafactures liturgiques en Italie, 1380-1410, Erato, 1997 (OCLC 39138316) (Fiche sur medieval.org)
- Sidus Preclarum, Intégrale des motets de Johannes Ciconia, 1370-1412, Erato, 1998
- Hélas Avril. Les chansons de Matteo da Perugia, Erato, 1999[2] (Fiche sur medieval.org)
- Narcisso Speculando. I madrigali di Don Paolo da Firenze, Harmonia Mundi, 2002[3]
- Faventina: the liturgical music of Codex Faenza 117 (1380-1420) (juillet 2005, Ambroisie AM 105) (Fiche sur medieval.org) (OCLC 811454099)